# Jean-Emmanuel Gilibert
Jean-Emmanuel Gilibert, né le 21 juin 1741 à Lyon et mort le 2 septembre 1814 dans cette même ville, est un homme politique et un botaniste français.
Franc-maçon, docteur en médecine, il est membre de l'Académie de Lyon et secrétaire perpétuel de la Société de Médecine de Lyon.

## Biographie
Il étudie la médecine à Montpellier de 1760 à 1764. Après l'obtention de son diplôme, il ouvre un cabinet à Lyon, où il se marie en 1766 avec Jeanne Catherine Baudot, fille d'un chirurgien lyonnais renommé, Jean-François Baudot. Il consacre son temps libre à herboriser dans la région et entre en contact avec Marc Antoine Louis Claret de La Tourrette (1729-1793) . Il fonde un jardin botanique dans le quartier des Brotteaux, mais l'opération le ruine complètement, car il ne reçoit pas le soutien qu'il espérait de la part de l'administration. Agrégé au collège des médecins, il est chargé de l'enseignement de la botanique en 1768. Il réussit cependant, grâce au soutien d'Albrecht von Haller (1758-1823) et d'Antoine Gouan (1733-1821), à obtenir un poste à Grodno ville dans laquelle le roi de Pologne, Stanislas II (1732-1798) souhaite moderniser l’enseignement de l’histoire naturelle et de la médecine. Le poste est accepté en 1774. Il part en 1775. Il y reprend l'ancienne pharmacie des jésuites, relançant le jardin médicinal et le développant en jardin botanique. Il fonde également une école de sages-femmes. Sa mission réussit pleinement, outre la mise en place d’une véritable structure d’enseignement, il améliore la connaissance de la flore et de la faune de la région. Il fait paraître Flora lithaunica inchoata (1781) où il décrit 112 espèces, Indagatores Naturæ in Lithuania (1781), Exercitium botanicum in Schola principe Universitatis Vilnensis peractum (1782), Exercitia phytologica (1792). Il quitte ses fonctions en 1783, probablement lassé des conflits avec l’administration royale et du climat lituanien et probablement nostalgique de son pays. Il y est remplacé par Georg Forster (1754-1794). Il gardera néanmoins une profonde affection pour la Lituanie.
Gilibert rentre alors à Lyon en 1783 où il devient médecin à l’Hôtel-Dieu et est admis à l'Académie des Sciences et des Belles Lettres. Il exerce les fonctions de professeur au collège de médecine et à l'Ecole vétérinaire. Membre du conseil d'administration des hospices en 1791, il participe l'année suivante avec Delandine à la fondation de l'Institut des Sciences et Arts utiles à la société, où il exerce comme professeur d'histoire naturelle. Après avoir fait paraître des extraits des livres de Carl von Linné (1707-1778), il reprend les Démonstrations élémentaires de botanique qu’avaient fait paraître anonymement Marc Antoine Louis Claret de La Tourrette et François Rozier (1734-1793). Il les transforme complètement et les enrichit notamment des planches. Certaines d’entre elles sont des rescapées de l’œuvre de Pierre Richer de Belleval (v. 1564-1632), d’autres proviennent de divers auteurs comme Sébastien Vaillant (1669-1722) ou Linné. L’ouvrage paraît en 1789 et connait de nombreuses rééditions. Il parvient enfin à imposer son idée de jardin botanique et se voit confier l'implantation du Jardin des plantes sur les pentes de la colline de la Croix-Rousse. En 1805, il en prend la direction.
Sa vie bascule avec la Révolution, Gilibert décide de se lancer dans la politique. En février 1793, girondin, il est élu maire de Lyon, mais ne peut exercer sa fonction car il est emprisonné par les Montagnards qui l'accusent d'être un ennemi du peuple. Libéré en mai 1793 lors du soulèvement de la ville, il devient président de la Commission populaire républicaine et de salut public de Rhône-et-Loire et anime la résistance lyonnaise à Robespierre et aux armées montagnardes. Lors du siège de Lyon, après la prise de la ville le 9 octobre 1793, il se réfugie dans le Midi avant de revenir à Lyon après le 9 thermidor afin de reprendre ses activités de professeur d'histoire naturelle.
Malgré cette période trouble, il fait paraître en 1798, l’Histoire des plantes d’Europe, en 1800, le Médecin naturaliste ou Observations de médecine et d’histoire naturelle, enfin, en 1810, le Synopsis plantarum horti Lugdunensis. En 1794, Hipólito Ruiz López (1754-1815) et José Antonio Pavón (1754-1844) lui dédient le genre Gilibertia de la famille des Araliaceae.
De 1803 à 1810 il forme Clémence Lortet à la botanique, et publie en 1809 un travail de phénologie réalisée avec elle, le Calendrier de Flore.
Atteint de crises de goutte il ne sort plus guère de chez lui à partir de 1810 et meurt en 1814.

## Iconographie
- Jean-François Legendre-Héral, Jean-Emmanuel Gilibert, 1837, buste, musée des beaux-arts de Lyon.

## Sources bibliographiques
- Piotr Daszkiewicz (2004). « Sur les forêts de Lituanie » (1784), Un texte oublié de Jean-Emmanuel Gilibert. Cahiers lituaniens, no 5, p. 21-27.
- Adrien Davy de Virville (dir.) (1955). Histoire de la botanique en France. SEDES (Paris) : 394 p.
- Jules Guiart, La vie extraordinaire d’Emmanuel Gilibert, médecin et botaniste lyonnais, dans Biologie médicale, revue des sciences biologiques considérées dans leurs rapports avec la médecine, vol.34, 42/43e années, no 10-12, octobre-novembre-décembre 1945, p. 164–190.
- Louis David, Gilibert Emmanuel (1741-1814), in Dominique Saint-Pierre (dir.), Dictionnaire historique des académiciens de Lyon 1700-2016, Lyon : Éditions de l'Académie (4, avenue Adolphe Max, 69005 Lyon), 2017 , p. 588-591  (ISBN 978-2-9559433-0-4).
- Bruno Benoît, Roland Saussac, Guide historique de la Révolution à Lyon: 1789-1799, Editions de Trévoux, 1988, 978-2-85698-043-9, p.134.